# Праведники народів світу в Чернівцях
Праведники народів світу в Чернівцях – неєвреї, які ризикували життям під час Голокосту в місті Чернівці заради порятунку євреїв від знищення нацистами.

## Звання Праведника народів світу
Праведник народів світу – почесне звання, що надається Державою Ізраїль представникам інших народів, які в роки Голокосту рятували або сприяли порятунку євреїв. Згідно зі ст. 9 Закону «Про вшанування пам’яті мучеників та героїв», прийнятого Кнесетом Ізраїлю в 1953 р., однією з місій національного інституту Катастрофи та героїзму Яд Вашем є вшанування імен тих «праведників, які ризикували власним життям заради порятунку євреїв».
Серед осіб, визнаних Праведниками народів світу, 15 проживали і рятували євреїв у Чернівцях.

## Німецько-румунська окупація Буковини
Після нападу на СРСР, виконуючи домовленості з Румунією, Німеччина передала під її контроль частину окупованої території, на якій було створено три губернаторства: Буковина, Бессарабія і Трансністрія.
5 липня 1941 р. румунська армія окупувала Чернівці, які стали центром губернаторства Буковина. Після проведення інсценованого новим режимом плебісциту 9–12 листопада 1941 р. губернаторство Буковина увійшло до складу Румунського королівства. Місцева окупаційна адміністрація отримала накази від уряду Міхая Антонеску покарати євреїв за «підтримку радянської окупації» (це обвинувачення було типовим для пропагандистської кампанії в регіоні).
«Обґрунтування» цих дій підготував шеф жандармерії МВС Константин Василіу, який 17 червня наказав підпорядкованим йому формуванням реалізувати в Бессарабії ідею румунського лідера Іона Антонеску щодо «очищення території» від євреїв. Ця політика описувалася як «негайне викорінення всіх євреїв у сільській місцевості, ізоляція їх у міських гетто та ув’язнення всіх, хто підозрюється в причетності до Комуністичної партії або у виконанні важливих функцій радянської влади» .

## Голокост у Чернівцях
Наприкінці 1930-х рр. на теренах майбутньої Чернівецької області мешкало понад 85 тис. євреїв, з них понад 42 тис. – у Чернівцях .
З перших днів після чергової зміни режиму влітку 1941 р. в містах і селах Північної Буковини та Хотинщини румунські солдати, німецька поліція безпеки та СД (зондеркоманда 10б) розпочали широкомасштабні пограбування та вбивства єврейського населення. Так, у Чернівцях 5 липня було вбито понад 2 тис. євреїв, ще триста були розстріляні двома днями пізніше (зокрема, було вбито головного рабина міста), спалено велику синагогу Темпль. У розстрілах брали участь румунські війська та підрозділи німецького гестапо. Багатьох євреїв було залучено до примусових робіт. Євреям було заборонено з’являтися в місті після 14.00, а із серпня 1941 р. для них стало обов’язковим носіння на одязі жовтої зірки.
За спогадами Шміля Мільштейна, який працював «носильником» на єврейському цвинтарі в місті та пережив окупацію: «…румынские войска… с 6 по 9 июля проводили расстрелы и убийства еврейского населения. Расстреливали на улицах, дорогах, в домах, где только видели и находили евреев – мужчин, женщин, детей. Первые три дня население пряталось в квартирах, подвалах, но, если их находили в квартирах…, расстреливали и убивали целые семьи с детьми…».
13 липня 1941 р. розпочалась перша хвиля депортації буковинських євреїв. Вже 30 липня 1941 р. губернатор Буковини Корнеліу Калотеску видав наказ № 1307, що містив перелік заходів щодо організації та регламентації примусових робіт для єврейського населення .
4 жовтня штаб головнокомандуючого румунською армією передав комендатурі м.Чернівців наказ Антонеску про депортацію упродовж 10 днів усіх євреїв Буковини «до області на схід від Дністра». На основі цього наказу Калотеску 10 жовтня видав розпорядження про створення гетто у Чернівцях та депортації євреїв з нього до Трансністрії.
«Еврейское население г. Черновцы сначала было согнано в гетто…, а оттуда будет постепенно перевозиться поездами по румынской железной дороге… Два поезда с 50 вагонами каждый, которые будут отправляться с железнодорожной станции Черновцы, будут использоваться каждый день. Облава в гетто будет проведена 11 октября 1941 г. Все меры безопасности будут приняты в тот же день…».
Переміщення єврейського населення до гетто передбачало скупчення близько 50 тис. євреїв на невеличкій території, де, за даними міського голови  Траяна Поповича, могло розміститися щонайбільше 15 тис. осіб. У службовій записці Попович зафіксував деталі депортацій, які розпочалися 13 жовтня та тривали до 15 листопада (були призупинені через погану погоду та брак товарних вагонів). Упродовж другої хвилі, до Трансністрії був депортований 28 391 єврей.
Комісія, створена Антонеску для перевірки керівництва депортаціями з Буковини, виявила, що на кінець січня 1942 р. у Чернівцях залишалося 21 626 євреїв, з яких 16 391 мали дозволи залишитися у місті (за т. зв. «авторизацією Поповича»),  235 підозрювались у приналежності до комуністів і очікували депортації, а близько 5 тис. залишалися тут нелегально.
Упродовж червня–вересня 1942 р. відбулася третя хвиля депортацій євреїв до Трансністрії. Так, у червні до Вінницької області було депортовано 3 954 євреї. Ще близько п’ятисот євреїв міста було відправлено за Дністер у вересні 1942 р.
У жовтні 1942 р. маршал Антонеску оголосив про припинення депортації до Трансністрії, що пояснювалося як внутрішньополітичними, так і міжнародними факторами. Загалом у межах області було знищено понад 15 тис. євреїв, з них 6 тис. – євреї з м. Чернівців .

## Порятунок євреїв мешканцями Чернівців
На початку війни румунські окупанти у своїй жорстокості щодо євреїв не поступалися своїм німецьким союзникам. Згодом вони відмовилися від найкривавіших методів антиєврейської політики, але ризик для тих, хто намагався врятувати євреїв, залишався високим незабаром усвідомили, що вони самі є в очах Гітлера етнічною групою другого сорту, тож їхній тиск дещо послабшав.
Євреїв із Буковини (зокрема, з Чернівців) депортували до низки гетто у Трансністрії, де, на відміну від німецької зони окупації, вони могли сподіватися на мінімальний соціальний захист. Єврейське населення мало можливість отримувати підтримку та допомогу міжнародних організацій, особливо після поразки нацистської Німеччини у Сталінградській битві в 1943 р..
Життя під німецько-румунською окупацією тривало в атмосфері терору, проте дехто намагався не лише вижити, а й допомогти переслідуваним.
Можна умовно виділити наступні групи людей, які рятували євреїв від нацистських переслідувань:
1. місцеві мешканці, які мали родичів-євреїв;
2. партизани та підпільники, які сприймали рятування євреїв як одну з форм опору окупантам;
3. люди, яких поєднували з євреями сусідське життя або спільна робота чи навчання до війни, а також пам’ять про добрі вчинки євреїв-сусідів у критичних ситуаціях;
4. порятунок через релігійні переконання, християнське ставлення до  переслідуваних[21].

При порятунку євреїв Чернівців найчисельнішою була саме третя група. У зв’язку з цим показовою є історія родини Василя та Катерини Ковцун, які разом із сином Орестом мешкали у Чернівцях у приватному будинку на околиці міста. Поряд із ними проживала єврейське подружжя Зімхе та Шпрінце Айзінгер із дітьми: Марселем, Фанею та Германом, якому в 1941 р. було 8 років. Герман та Орест були однолітками та часто грали разом.
Під час переселення до гетто у липні 1941 р., коли Айзінгери залишали свій будинок, до них прийшла Катерина Ковцун, яка вона принесла із собою хліб та віддала його Герману. У гетто сім’я почала голодувати. Час від часу Катерина приходила до гетто та приносила родині борошно, та продукти, зібрані сусідами. У жовтні 1941 р., під час депортацій євреїв до робочих таборів, Айзінгерам вдалося втекти. Вони ховалися у підвалі свого будинку, вікно якого виходило до саду Ковцунів, тож Василь та його дружина передавали Айзінгерам все необхідне для виживання. Із часом, побоюючись, що їх видадуть, Айзінгери вирішили сховатися в іншому місці: спочатку – у полі, пізніше – у саду Ковцунів. Ковцуни продовжували надавати допомогу Айзінгерам до приходу радянських військ у 1944 р.
У 1997 р. Яд Вашем посмертно присвоїв Василю та Катерині Ковцунам звання Праведників народів світу.
Схожою є історія родини Васильковських. Йосеф і Васелена Васильковські мешкали у Чернівцях та працювали у фармацевтичній лабораторії, директором якої був єврей на прізвище Гутман. Там вони познайомилися зі своєю колегою Емою Гельбер та її батьками, Амалією й Шмуелем Альтерами.
Після окупації міста румунськими та німецькими військами родина Гельберів потрапила до гетто. Васильковські щодня приносили їм їжу, що врятувало єврейську родину від голоду. На початку липня 1942 р., дізнавшись про депортацію євреїв до таборів, Васильковські переконали Ему, її сестру Едіт та їхніх батьків тікати з гетто. Після втечі Гельбери прийшли до Васильковських, де на горищі їм приготували сховище, в якому Ема Гельбер та її батьки ховалися упродовж півроку.
Незважаючи на тяжкий матеріальний стан Васильковських, вони повністю взяли на себе забезпечення своїх підопічних. Коли депортації до таборів припинилися, Гельбер та її родина повернулися до гетто. Шмуель помер у гетто в лютому 1944 р., а Ема, її сестра та мати залишалися там до звільнення Чернівців від румунської окупації в березні 1944 р. Весь цей час Васильковські продовжували допомагати Гельберам та Гутману.
У 1968 р. Яд Вашем удостоїв Йосефа та Веселену Васильковських звання Праведників народів світу [23].

## Траян Попович і порятунок євреїв
Відомі випадки, коли у критичних умовах на допомогу євреям приходили службовці міських управ, угорські, італійські, румунські та німецькі солдати, а також місцеві поліцаї. Особливою є історія порятунку євреїв Траяном Поповичем. Відомий адвокат, румун за походженням, із 1942 р. – мер м. Чернівців, він ставився до євреїв так само, як і до решти мешканців міста, допомагаючи нужденним. Коли у вересні губернатор Буковини генерал Калотеску оголосив план зі створення гетто для євреїв, Попович єдиний на зустрічі чиновників адміністрації Буковини виступив проти цієї ідеї. 10 жовтня губернатор повідомив Поповича, що він отримав наказ щодо депортації євреїв із Чернівців до Трансністрії, але Попович відмовився брати участь у її здійсненні. Хоча його демарш був марним, проте прагнення врятувати бодай когось підштовхнуло Поповича до активніших дій. Основним аргументом, який він висував, було те, що внесок євреїв у культуру та розвиток промисловості й торгівлі міста був дуже вагомим, тож слід відмовитися від депортації представників «вільних професій» (інженерів, юристів, суддів), а також пенсіонерів та ін. Перелік осіб, яким пощастило уникнути депортації, підлягав затвердженню Антонеску та Калотеску. Врешті, приблизно 19 тис. євреїв залишилося у місті та було врятовано. Траян Попович видав тисячі дозволів на проживання та роботу в Чернівцях для єврейських родин та ховав у власному будинку євреїв, які перебували у небезпеці. Проте згодом, у лютому 1942 р., депортації поновилися, а навесні того ж року Поповича було звільнено з посади.
У 1969 р. Яд Вашем присвоїв Траяну Поповичу звання Праведника народів світу.
На сьогодні Траян Попович є єдиним із Праведників, на честь якого у Чернівцях встановлено меморіальну дошку. Напис, викарбуваний на ній українською, англійською та румунською мовами, свідчить, що він «врятував 19 600 євреїв від депортації до Трансністрії та можливої смерті. Наша щира подяка і вічна пам’ять. Євреї Чернівців».

## Імена Праведників народів світу
| Прізвище, ім’я         | Дата присудження звання | Шифр справи у Яд Вашем |
| ---------------------- | ----------------------- | ---------------------- |
| Васильковська Васелена | 1968                    | М.31.2/505             |
| Васильковський Йосеф   | 1968                    | М.31.2/505             |
| Ковцун Василь          | 1997                    | М.31.2/7489            |
| Ковцун Катерина        | 1997                    | М.31.2/7489            |
| Крівеану Теодор        | 2007                    | M.31.2/10658           |
| Макомацькій Тадеуш     | 1990                    | М.31.2/8442            |
| Маркулеску Еміліан     | 1990                    | М.31.2/4779            |
| Попович Євген          | 2018                    | M.31.2/13610           |
| Попович Траян          | 1969                    | М.31.2/499             |
| Похмарський Генрик     | 1990                    | М.31.2/4249            |
| Руссу Георге           | 2006                    | М.31.2/10818           |
| Хіж Меця               | 1972                    | М.31.2/725             |
| Хіж Сіміон             | 1972                    | М.31.2/725             |
| Шпіски Вільгельм       | 1990                    | М.31.2/4779            |
| Шпіски Ельзе           | 1990                    | М.31.2/4779            |